# Тандаир
Тандаир — река в России, протекает по Ишимбайскому району Башкортостана, приток реки Туманы.
Высота истока — менее 545,9 м над уровнем моря. Высота устья — 370,5 м над уровнем моря.
Протекает в горной лесистой местности. Речушку пересекают две дороги местного значения. Единственное поселение (по данным карты 1985 года) — пасека.